# Гаркуша Анатолій Вікторович
Анато́лій Ві́кторович Гарку́ша (1929—2001) — український фахівець у галузі турбінобудування, доктор технічних наук (1983), професор (1984), лауреат Державної премії України в галузі науки і техніки (1992).

## Життєпис
Народився 1929 року у Полтаві, 1952-го закінчив Харківський механічно-машинобудівельний інститут.
Протягом 1952—1955 років працював на Харківському турбінному заводі. Від 1955-го — у Національному технічному університеті «Харківський політехнічний інститут»; з 1984 року — професор кафедри турбінобудування.
Протягом 1967—1968 — викладач Технологічного інституту Республіки Куба.
Академік Академії наук вищої школи України, лауреат Державної премії України — «За розробку наукових основ газодинамічного удосконалення та створення високоекономічних і надійних проточних частин парових турбін потужністю 200—1000 МВт». Співавтори — Аркадієв Борис Абрамович,Бабаджанян Микола Артемович, Бойко Анатолій Володимирович, Вірченко Михайло Антонович, Галацан Віктор Миколайович, Гнесін Віталій Ісайович, Піастро Анатолій Михайлович.
Опубліковано його 162 наукові роботи, з них 2 монографії.
Зареєстровано 24 авторських свідоцтва та 4 міжнародні патенти на винаходи.
Нагороджений почесним знаком вищої школи СРСР «За відмінні досягнення у роботі».
Напрями наукових досліджень
- аеродинамічні процеси у лопаткових решітках та ступенях турбін
- закономірності відривних течій й методи управління відривами потоку у каналах складної форми
- питання оптимізації аеродинамічних та конструктивних характеристик проточної частини турбомашин.

Серед робіт:
- «Дослідження закрученого потоку в кільцевому каналі з несподіваним розширенням», 1980, у співавторстві
- «Аеродинаміка проточної частини парових турбін», 1983,
- «Перемінний редим роботи парових турбін», 1989, у співавторстві,
- «Аеродинаміка проточної частини парових та газових турбін: розрахунки, дослідження, оптимізація, проектування», 1999, у співавторстві.

Як педагог підготував 9 кандидатів наук.